# 張民
張 民（ちょう みん、中国語: 张民、1976年3月24日 - ）は、中華人民共和国の男性フィギュアスケート選手(男子シングル)。1994年リレハンメルオリンピック、2002年ソルトレイクシティオリンピック、2006年トリノオリンピック中国代表。
1999年四大陸選手権において、ISU公式戦で初めてショートプログラムで4回転ジャンプ(4回転トウループ)を成功させた選手である。

## 経歴
黒竜江省のチチハルに生まれ、4歳のころにスケートを始めた。
国際大会へのデビューは18歳で出場した1994年リレハンメルオリンピックだった。張はこの大会のショートプログラムで、当時はまだ扱える選手が少なかった3回転アクセル-3回転トウループのコンビネーションジャンプを決め、さらにフリースケーティングでは演技終盤にオリンピック史上初となる4回転トウループを成功させた。それまでISUフィギュアスケート選手権やISUチャンピオンシリーズ（現在のISUグランプリシリーズ）に出場した経験の無い、全くの無名選手が高難度のジャンプを決めたことは、大きな驚きをもって迎えられた。
1995-1996年シーズンからはISUグランプリシリーズにも参戦。1999年世界選手権において、史上初めてショートプログラムでの4回転ジャンプ（トウループ）に成功。2000年四大陸選手権では3位となった。
2度目のオリンピックとなった2002年ソルトレイクシティオリンピックでは、中国スケート連盟の理事長姚濱にペアで優勝候補の一角だった申雪/趙宏博組を差し置いて中国チームで最も注目してほしい選手と言わせた。
しかし、ショートプログラムでは4回転トウループで失敗、3回転ルッツの予定が2回転になり19位、フリースケーティングでは3度の4回転ジャンプ（4回転トウループ、4回転サルコウ、4回転トウループ-3回転トウループのコンビネーション）を成功させたが16位に終わった。
その後は徐々に評価を上げていき、2003年にはグランプリファイナル出場、2004年世界選手権では7位入賞を果たした。しかし新採点システム（ISUジャッジングシステム=コード・オブ・ポイント）施行後は再びその評価を落とす形となった。
3度目のオリンピックとなった2006年トリノオリンピックでは、出場した全選手中唯一4回転サルコウを成功させ10位。オリンピック後、30歳の誕生日(現地時間では30歳の誕生日の前日)に行われた2006年世界選手権ではフリースケーティングで出場選手中唯一2種類の4回転ジャンプ(4回転トウループ‐3回転トウループコンビネーションと4回転サルコウ)を成功させ周囲を驚かせ国際大会からは退いた。

## スケート技術
- ジャンプでは6種類全ての3回転ジャンプを安定して跳ぶことができ、さらに2種類の4回転ジャンプ(トウループとサルコウ)を持っていた。
- 世界で初めてショートプログラムで4回転ジャンプを成功させた選手であり、4回転からの3連続ジャンプ(4回転トウループ‐3回転トウループ‐2回転トウループ)を成功させたこともある。4回転ジャンプを跳ばないと勝負にならないと言われた旧採点時代最終期でも1つのフリースケーティングで3度の4回転ジャンプを成功させた選手は彼を含め3人(本田武史、ティモシー・ゲーブル)しかいなかった[4]。
- 彼の4回転トウループと4回転サルコウはまるでお手本のように完成度が高く、引退後の2007年には、何人もの世界チャンピオンやオリンピック金メダリストを育て上げたロシアの名伯楽アレクセイ・ミーシンに彼自らの教え子を差し置いて「(これまでで最も質の良かった4回転ジャンプは)中国の張民の4回転ジャンプだと思います。最高の4回転ジャンパーでした。」と言わしめた[5]。
- スピンやステップの評価はジャンプに比べるととても同じ選手とは思えないほど低かった。

## 主な戦績

### 2000-2001年シーズン以降
| 大会/年            | 2000-01 | 2001-02 | 2002-03 | 2003-04 | 2004-05 | 2005-06 | 2007-08 |
| ------------------ | ------- | ------- | ------- | ------- | ------- | ------- | ------- |
| 冬季オリンピック   |         | 16      |         |         |         | 10      |         |
| 世界選手権         | 15      | 9       | 11      | 7       | 16      | 15      |         |
| 四大陸選手権       | 5       |         | 2       |         | 9       |         |         |
| 中国選手権         | 2       | 2       | 1       | 2       | 1       |         | 4       |
| GPファイナル       |         |         | 6       |         |         |         |         |
| GPスケートカナダ   |         |         |         |         |         | 8       |         |
| GP中国杯           |         |         |         | 9       | 4       | 5       |         |
| GPロシア杯         |         |         |         |         | 3       |         |         |
| GPスケートアメリカ |         |         | 4       | 3       |         |         |         |
| GPラリック杯       |         | 5       | 2       |         |         |         |         |
| GPNHK杯            |         | 6       |         |         |         |         |         |
| アジア大会         |         |         | 3       |         |         |         |         |

### 1999-2000年シーズンまで
| 大会/年            | 1993-94 | 1994-95 | 1995-96 | 1998-99 | 1999-00 |
| ------------------ | ------- | ------- | ------- | ------- | ------- |
| 冬季オリンピック   | 20      |         |         |         |         |
| 四大陸選手権       |         |         |         | 4       | 3       |
| GPNHK杯            |         |         | 7       |         |         |
| フィンランディア杯 |         |         |         | 4       |         |
| ユニバーシアード   |         | 3       |         | 12      |         |

## プログラム
| シーズン  | SP                   | FS                                                 |
| --------- | -------------------- | -------------------------------------------------- |
| 2005-2006 | スウィング・メドレー | 『アレキサンダー』サウンドトラック by ヴァンゲリス |